# John Wilson Cook
Pour les articles homonymes, voir Wilson et Cook.
John Wilson Cook (19 décembre 1875, Québec, Québec, Canada - 14 février 1936, Montréal, Québec, Canada), aussi appelé Jack Cook, est un avocat anglo-québécois. Il a été bâtonnier du Québec.

## Origine et formation
John Wilson Cook est le fils de William Cook et de Jessie Cassels Cook, tous deux originaires de la Cité de Québec.
Il entame son parcours scolaire à la High School of Quebec (en), aujourd'hui Quebec High School, une institution d'enseignement anglophone fondée en 1804,,. Il poursuit ses études au Morrin College, un réputé collège anglophone installé en plein centre-ville de Québec,,. John Wilson Cook déménage par la suite à Montréal, où il étudie le droit à l'Université McGill,. Peu de temps après l'obtention de son diplôme, John Wilson Cook devient membre en règle du Barreau du Québec, en juillet 1897,.

## Carrière professionnelle
John Wilson Cook entame son parcours professionnel en devenant employé de la firme d'avocats Hall, Cross, Brown & Sharp, avant de fonder lui-même sa firme avec ses propres partenaires, Fleet, Falconer & Cook. L'entreprise des trois avocats prend beaucoup d'ampleur avec l'ajout de nombreux autres partenaires si bien qu'en 1903, le cabinet d'avocat est connu sous le nom de Fleet, Falconer, Cook, Brodie, Magee, Papineau, Campbell, Couture, Kerry & Bruneau. En 1905, John Wilson Cook décide d'emprunter un autre chemin, et il fonde une plus petite firme d'avocat avec Andrew Ross McMaster, et ils forment ensemble le cabinet Cook & McMaster. En 1910, un troisième avocat se joint au groupe, Allan Angus Magee, et ils forment pendant deux années le cabinet Cook, McMaster & Magee, puis simplement le cabinet Cook & Magee après le départ d'Andrew McMaster,.
Il est créé conseiller du roi en 1912,.
De 1922 à 1924, John Wilson Cook est le trésorier du Barreau de Montréal,. À la fin de son mandat, il est élu par les avocats montréalais en mai 1924 à titre de bâtonnier de Montréal,. La même année, les avocats du Barreau du Québec élisent John Wilson Cook comme le 58e bâtonnier du Québec, pour le bâtonnat de 1924-1925,.

## Vie privée et décès
En 1906, à Québec, il a épousé Rachel Dorothy White, fille d'Alfred White,.
Au cours de sa vie, John Wilson Cook a été membre des clubs Mount Royal, St. James', Montreal Golf, Forest and Stream, Montreal Reform ainsi que du club Metropolitan de New York. Partisan du Parti libéral du Canada et de confession presbytérienne, John Wilson Cook résidait au 3509, rue Peel, à Montréal.

John Wilson Cook est décédé subitement à Montréal, le 14 février 1936, à 60 ans.

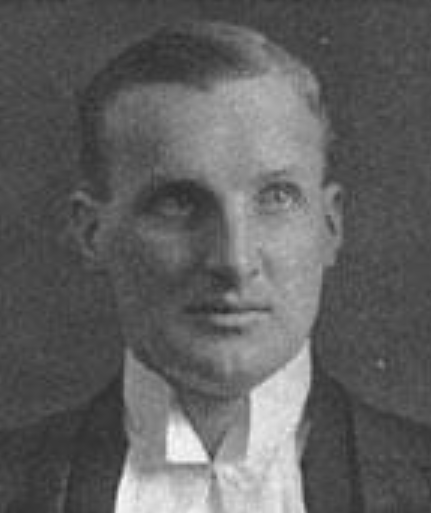
John Wilson Cook, 1923.

## Hommages et distinctions

### Titre honorifique
- Conseiller du roi[1]

### Titre de civilité
- Monsieur le bâtonnier[8]

### Droit
- Avocat, Juriste
- Droit au Québec, Droit civil
- Histoire du droit au Québec, XIXe siècle en droit au Québec, XXe siècle en droit au Québec
- Système judiciaire du Québec, Loi du Québec
- Barreau du Québec, Bâtonnier du Québec
- Barreau de Montréal, Districts judiciaires du Québec
- Code civil du Bas-Canada, Code criminel du Canada